# 恋DOKi
『恋DOKi』（コイドキ）は、Etoilesより2014年6月27日に発売されたアダルトゲーム。

## あらすじ
主人公の河西 結弦は「女の子にモテたい」願望を持つどこにでもいる普通の少年。ある日結弦の前に「みく」と名乗る不思議な美少女が現れ、赤い宝石の指輪を渡してくる。指輪をはめたそのときから、結弦は異性にモテまくるようになってしまった。
みくは自分のことを未来人だと説明する。曰く、自分のせいで結弦の未来が歪められてしまった。今の結弦には「一生童貞の呪い」がかかっており、それを打破して幸せな未来を手に入れるためには、指輪に力を集め、本当に好きになった女の子に贈って添い遂げる以外にない、と。

## 登場人物

### 主人公
河西 結弦（かさい ゆづる）
海外赴任のため両親不在の家に、妹の心と一緒に暮らしている。
異性に興味があるのは当たり前の年頃だが、少々度が過ぎているかもしれない。
「女体の神秘を研究する」と強引に入部した超常現象研究部の部室にエログッズを保管している。理由は心に見せたくないため。シスコンである。

### メインヒロイン
名津井 涼香（なつい すずか）
声 - 上田朱音
身長158cm / B:92 W:65 H:90
結弦とは腐れ縁の間柄。同時に風紀委員であり、結弦の天敵。毎日のように結弦が持ち込むエログッズを没収している。
河西 心（かさい こころ）
声 - 柚原みう
身長152cm / B:74 W:59 H:72
結弦の年子の妹。同じ学園に通っている。
極度の方向音痴であり、家から学園まで一人で通えない。ただし帰巣本能は備わっている。
苦手だった家事も今は人並みにこなせるようになったが、洗濯だけは何故か苦手であり、結弦の担当になっている。
日向 千夏（ひなた ちか）
声 - あじ秋刀魚
身長154cm / B:84 W:62 H:86
心の友達。あがり症で心や家族以外の人と上手く会話できない。
心の兄ということで、結弦に対してはハードルが下がる。
学園では嫌われているということはなく、「シマリス」と呼ばれ愛玩されている。
長谷川 美琴（はせがわ みこと）
声 - 小鳥居夕花
身長157cm / B:89 W:64 H:89
神社の一人娘。霊感が強く、未来人みくの出現も察知していた。
結弦と同じく、超常現象研究部の部員である。
みく
声 - 羽鳥いち
身長144cm / B:72 W:58 H:70
結弦をモテモテにするために未来からやって来た。飛び級で大学まで卒業しており、時空管理局に勤務している。
親戚の娘として結弦の家に同居することになり、転入生として入学してくる。

### サブキャラクター
荒田 真央（あらた まお）
声 - 春海ほのか
結弦と涼香の同級生。
堂上 佳菜子（どうがみ かなこ）
声 - 早瀬ゃょぃ
結弦と涼香の同級生。真央と仲が良い。
棚橋 大輔（たなはし だいすけ）
声 - 西岡賢吾
超常現象研究部の部長。結弦を入部させたことを後悔している。
のりたま
声 - 御苑生メイ
みくの連れているペット型ロボット。

## スタッフ
- シナリオ - 大三元、扇風機周、保波反抗（新人）
- キャラクターデザイン - 雨音颯
- 原画 - 雨音颯、稲垣みいこ、水上憐香、とぉの、水月あるみ（SD原画）
- 音楽 - Team-OZ

## 主題歌
オープニングテーマ「Up To You」
歌 - 柚原みう

## 反響

### 売り上げ
本作は発売月（2014年6月）の売り上げにおいて、PCpressの集計では24位、Getchu.comの集計では27位を記録した。発売年（2014年）においては、Getchu.comの集計で上半期上位50位の圏外、年間上位50位の圏外、『BugBug』の集計で年間上位20位の圏外であった。

### 人気投票
| 部門名       | Getchu.com | BugBug    | アワード  |
| ------------ | ---------- | --------- | --------- |
| 総合         | 圏外/20位  | 圏外/20位 | 圏外/50位 |
| シナリオ     | 圏外/10位  | 圏外/20位 | 部門なし  |
| グラフィック | 圏外/10位  | 部門なし  | 部門なし  |
| 音楽         | 圏外/10位  | 圏外/20位 | 部門なし  |
| システム     | 圏外/10位  | 圏外/20位 | 部門なし  |
| ヴォイス     | 部門なし   | 圏外/20位 | 部門なし  |
| ムービー     | 圏外/10位  | 部門なし  | 部門なし  |
| エッチ       | 圏外/10位  | 圏外/20位 | 部門なし  |
| キャラクター | 0人/20位   | 0人/20位  | 部門なし  |

本作は発売月（2014年6月）のユーザー人気投票において、Getchu.comの上位10位の圏外であった。発売年（2014年）の人気投票においては、Getchu.comでは全部門で圏外、『BugBug』では全部門で圏外、萌えゲーアワードでは上位50位の圏外であった（表：「2014年の美少女ゲーム人気投票における本作の位置」に一覧を示す。）。